# 布爾加斯體育館
布爾加斯體育館是位於保加利亞布爾加斯的體育館。經過五年多的拖延，體育館於2023年5月18日啟用。舉辦體育賽事時座位可由4,100個擴展至6,100個，舉辦演唱會時可容納15,000人